# Henry Abbot
Henry Abbot († 4. července 1597, York) byl anglický římskokatolický laik a mučedník.

## Mučednictví
Narodil se v Howdenu.
Jistý protestantský duchovní předstíral hlubokou touhu pro pokání a návrat k římskokatolické církvi. Byl poslán ke konvertitovi Henry Abbotovi, který žil v Howdenu. Požádal ho, aby našel kněze, který jej přijme zpět do církve. Henry ho dovedl do Carltonu do domu Esquire Stapletona, ale kněze se mu nepodařilo najít. Brzy na to duchovní Henryho i další obvinil před úřady z katolické víry.
Katolíci George Errington, William Knight a William Gibson byli popraveni 29. listopadu 1596. Henry byl osvobozen a poté obviněn ze skrývání kněze. Dne 4. července 1597 došlo k jeho popravě.

## Blahořečení
Byl zařazen do skupiny 107 mučedníků Anglie a Walesu. Dne 19. června 1874 byl zahájen jejich proces blahořečení.
Dne 8. prosince 1929 papež Pius XI. uznal jejich mučednictví a 15. prosince 1929 byli blahořečeni.